# Фелікс Фальк
Фелікс Фальк (пол. Feliks Falk; нар. 25 лютого 1941, Станіслав, Українська РСР, нині Івано-Франківськ, Україна) — польський режисер театру та кіно, сценарист, драматург і художник.

## Біографія
У 1966 році закінчив факультет живопису в Академії мистецтв у Варшаві, а в 1974 році — режисерський факультет Лодзінської кіношколи. Був художнім редактором щомісячника «Польський журнал» (пол. Magazyn Polski). Автор п'єс і сценаріїв до кіно- і теле-фільмів (зокрема, для Яноша Заорського і Єжи Домарадського), радіоп'єс, учасник багатьох художніх виставок. У 1973 році дебютував на телебаченні короткометражною картиною «Нічліг», а в 1975 році поставив першу ігрову повнометражну стрічку («В середині літа»). Член групи «кінематографа морального неспокою». Є науковим співробітником Вищої школи кінематографії, телебачення і театру в Лодзі. Співвласник і керівник кіностудії «Fokus Film».

## Вибрана фільмографія

### Режисер
- 1973 — Нічліг / Nocleg (ТВ, к / м)
- 1975 — Картинки з життя / Obrazki z zycia (новела «Актриса» / Aktorka)
- 1975 — В середині літа / W srodku lata
- 1977 — Розпорядник балу / Wodzirej
- 1979 — Шанс / Szansa
- 1981 — Був джаз / Byl jazz (на екрани вийшов в 1984)
- 1985 — Ідол / Idol
- 1986 — Герой року / Bohater roku
- 1989 — Капітал, або Як зробити гроші в Польщі / Kapital, czyli jak zrobic pieniadze w Polsce
- 1992 — Кінець гри / Koniec gry
- 1993 — Самоволка / Samowolka (ТБ)
- 1994 — Літо любові / Lato miłości (Польща-Білорусія)
- 1995 — Далеко від дому / Daleko od siebie
- 2005 — Солідарність, солідарність … / Solidarnosc, solidarnosc …
- 2005 — Судовий виконавець / Komornik
- 2009 — Енен / Enen
- 2010 — Йоанна / Joanna
- 2013 — / Rzecz o banalnosci milosci (ТБ)

### Сценарист
- 1973 — Нічліг / Nocleg (ТВ, к / м)
- 1975 — В середині літа / W srodku lata
- 1977 — Кінопроби / Zdjecia próbne
- 1977 — Розпорядник балу / Wodzirej
- 1979 — Шанс / Szansa
- 1980 — Лауреат / Laureat (ТБ)
- 1981 — Був джаз / Byl jazz (на екрани вийшов в 1984)
- 1981 — Великий забіг / Wielki bieg (ТБ)
- 1984 — Баритон / Baryton
- 1985 — Ідол / Idol
- 1986 — Герой року / Bohater roku
- 1989 — Капітал, або Як зробити гроші в Польщі / Kapital, czyli jak zrobic pieniadze w Polsce
- 1992 — Кінець гри / Koniec gry
- 1993 — Самоволка / Samowolka (ТБ)
- 1994 — Літо любові / Lato miłości (за Іваном Буніну, Польща-Білорусія)
- 1995 — Далеко від дому / Daleko od siebie
- 2005 — Солідарність, солідарність … / Solidarnosc, solidarnosc …
- 2009 — Енен / Enen
- 2010 — Йоанна /

## П'єси
- «Ліфт»
- «Ніші»
- «Гребля»
- «П'ятикутник»

## Нагороди
- 1987 — номінація на «Золотий приз» XV Московського міжнародного кінофестивалю («Герой року»)
- 1987 — Спеціальна премія XV Московського міжнародного кінофестивалю («Герой року»)
- 1987 — Приз ФІПРЕССІ (конкурсна програма) XV Московського міжнародного кінофестивалю («Герой року»)
- 2006 — Приз екуменічного (християнського) журі (програма «Панорама») 56-го Берлінського міжнародного кінофестивалю («Судовий виконавець»)